# Ángel Gaspar
Ángel Jocsan Gaspar Hernández (24 de abril de 1994, Zacatepec, Morelos, México) es un futbolista mexicano, juega como centrocampista y su actual equipo es Los Angeles Force de la National Independent Soccer Association de Estados Unidos.

## Estadísticas

### Clubes
Actualizado al último partido jugado el 15 de marzo de 2020.
| Altamira F. C. · México                                                       | 2.ª                 | 2015                | 4  | 0 | 3  | 0 | - | - | 7  | 0 | 0,00 |
| Altamira F. C. · México                                                       | Total               | Total               | 4  | 0 | 3  | 0 | 0 | 0 | 7  | 0 | 0,00 |
| Atlas F. C. · México                                                          | 1.ª                 | 2015-16             | 5  | 0 | 2  | 0 | - | - | 7  | 0 | 0,00 |
| Atlas F. C. · México                                                          | Total               | Total               | 5  | 0 | 2  | 0 | 0 | 0 | 7  | 0 | 0,00 |
| Atlante F. C. · México                                                        | 2.ª                 | 2016-17             | 4  | 0 | 5  | 0 | - | - | 9  | 0 | 0,00 |
| Atlante F. C. · México                                                        | Total               | Total               | 4  | 0 | 5  | 0 | 0 | 0 | 9  | 0 | 0,00 |
| C. A. Zacatepec · México                                                      | 2.ª                 | 2018-19             | 7  | 0 | 3  | 0 | - | - | 10 | 0 | 0,00 |
| C. A. Zacatepec · México                                                      | Total               | Total               | 7  | 0 | 3  | 0 | 0 | 0 | 10 | 0 | 0,00 |
| C. Atl. San Luis Premier · México                                             | 3.ª                 | 2019-20             | 21 | 0 | -  | - | - | - | 21 | 0 | 0,00 |
| C. Atl. San Luis Premier · México                                             | Total               | Total               | 21 | 0 | 0  | 0 | 0 | 0 | 21 | 0 | 0,00 |
| Total en su carrera                                                           | Total en su carrera | Total en su carrera | 41 | 0 | 13 | 0 | 0 | 0 | 54 | 0 | 0,00 |
| (1) Incluye datos de Copa México. (3) No incluye goles en partidos amistosos. |                     |                     |    |   |    |   |   |   |    |   |      |